# Алфа Ромео 110AF
Алфа Ромео 110AF е италиански тролейбус, произвеждан от товарното подразделение на италианския производител Алфа Ромео.

## История
Типът на Алфа Ромео 110AF е триосен тролейбус. Производството стартира през 1939 година в Милано. Тролейбусът използва мощности от Бреда и КГЕ. За шасита се използват платформите на Макки и Варесина. Производството му приключва през 1944 година. Тролейбусът се използва в транспортните системи на Рим, Милано и други италиански градове.

## Производство
- Макки-Бреда – 20 екземпляра
- Макки-КГЕ – 10 екземпляра
- Варесина-Бреда – 10 екземпляра